# El merem mondani (album)
El merem mondani címmel jelent meg 2010. február 26-án Oláh Ibolya harmadik lemeze, ami – a szerző-előadó szándékai szerint – „eddigi legőszintébb, legkitárulkozóbb albuma: életéről, érzéseiről, és az elmúlt évek történéseiről szólnak dalai”, amelyeket Orbán Tamással, Valla Attilával és Szűcs Norberttel közösen készítettek. A felvételek a  NORTHSOUND stúdióban készültek. A dalok lírai hangvételűek, változatosak és színházi hangulatúak. Az Új Szó cikkírója szerint az album „a magyar zenei piacon kuriózumnak számító őszinte album. Személyes, kitárulkozó, szókimondó, merész, vagány, dögös.”

## Az album dalai
1. Ritmus (Szűcs Norbert – Szűcs Norbert) – (3:18)
2. Baby  (Oláh Ibolya – Orbán Tamás) – (3:55)
3. Anyának (Oláh Ibolya – Orbán Tamás) – (4:21)
4. Címlaphír  (Oláh Ibolya – Orbán Tamás) – (3:31)
5. Ki a rossz, ki a jó? (Oláh Ibolya – Orbán Tamás) – (3:47)
6. Fohász  (Oláh Ibolya – Valla Attila) – (3:44)
7. Pénzért mindent  (Oláh Ibolya – Orbán Tamás) – (3:55)
8. Körtánc  (Oláh Ibolya – Orbán Tamás) – (4:12)
9. Szeress, testvér! (Oláh Ibolya –  Valla Attila) – (3:39)
10. Szeretők óceánja  (Oláh Ibolya – Orbán Tamás) – (3:13)
11. Valami úgy hiányzik (Oláh Ibolya – Orbán Tamás)  – (4:00)
12. Ki nem volt (Gábor S. Pál – Szenes Iván) – (3:59)